# Cagan-Aman
Cagan-Aman (ros. Цаган-Аман) – osiedle typu miejskiego w południowej Rosji, na terenie wchodzącej w skład tego państwa Republiki Kałmucji, w południowo-wschodnim skrawku kontynentu europejskiego.
Miejscowość liczy 5,9 tys. mieszkańców (2002 r.).